# East Pasadena, Kalifornien
East Pasadena är en ort (CDP) i Los Angeles County, i delstaten Kalifornien, USA. Enligt United States Census Bureau har orten en folkmängd på 6 144 invånare (2010) och en landarea på 3,4 km².